# Krivonja
Krivonja je imaginarna mačka - kućni ljubimac iz serije romana o Harryju Potteru britanske spisateljice J. K. Rowling.
Krivonja je u vlasništvu Hermione Granger. Prvi put se pojavljuje u trećoj knjizi, Harry Potter i zatočenik Azkabana, kada ga Hermiona kupuje u Magičnoj menažeriji - trgovini magičnih stvorenja u Zakutnoj ulici. Harry Potter ga je opisao kao "riđu mačku pahuljastog krzna koja je neosporno imala i okserice, te zlovoljnu njušku". Također je nevedeno da Krivonja ima zgnječenu njušku, "kao da je udario glavom od zid". J. K. Rowling je rekla da je zaista vidjela takvog mačka koji ju je inspirisao da doda taj detalj Krivonjinom opisu. Hermiona je kupila Krivonju jer je već duže vrijeme živio u dućanu, ali ga niko nije htio kupiti. Krivonja je imao naviku da pokušava uloviti Šugonju, za kojeg se kasnije ispostavilo da je animagus Peter Pettigrew. To je u trećem dijelu serijala izazvalo mnoge nesuglasice i svađe između Hermione Granger i Rona Weasleyja.
J.K. Rowling je potvrdila da je Krivonja djelomično žustrica, objašnjavajući na taj način Krivonjinu iznadprosječnu inteligenciju. Krivonja je shvatio da je pas koji je lutao perivojem Hogwartsa Sirius Black, a Šugonja zapravo Peter Pettigrew. Sirius je s vremenom pridobio Krivonjino povjerenje i nagovorio ga da mu donese Šugonju. Krivonja koristio svaku priliku da uhvati Šugonju, pa je Pettigrew, odnosno Šugonja odlučio lažirati svoju smrt, te tako navesti Krivonju na krivi trag. Nažalost, Ron je povjerovao da je Krivonja zaista ubio Šugonju, te je to bio glavni razlog učestalih svađa i neprijateljstva između Rona i Hermione. Šugonja je ustvari pobjegao u Hagridovu kolibu.
Kriovnja pomoću svojih moći uspijeva prepoznati varanje i laganje, koje uopće ne odobrava. Na primjer, kada Harry i Ron prepisuju zadaće on se nadvije nad njih i gleda ih neodobravajućim pogledom koji često podsjeća na Hermionin. Kada je Ron dobio Praskavka, dopustio je Krivonji da provjeri da li je to zaista sova ili još jedan animagus.
Kada je Harry u šestoj knjizi, Harry Potter i Princ miješane krvi, stigao u Jazbinu ugledao je Krivonju i odmah je znao da je već stigla i Hermiona. Krivonja nakon trećeg dijela serijala nema značajniju ulogu u priči.
Engleski izvornik imena je Crookshanks što znači "krivonogi", odakle je vjerojatno prevoditelj na hrvatski i uzeo ideju za ime Krivonja.

## Vanjske poveznice
- Dodatne informacije o Krivonji od J. K. Rowling  Arhivirana inačica izvorne stranice od 16. rujna 2011. (Wayback Machine)